# Pellia epiphylla
Pellia epiphylla là một loài rêu trong họ Pelliaceae. Loài này được (L.) Corda mô tả khoa học đầu tiên năm 1829. Nó xuất hiện ở Bắc Mỹ, Châu Âu, Bắc Phi và một phần của Châu Á.  Nó phát triển thành từng mảng ở những nơi ẩm ướt, được che chở trên các chất nền trung tính hoặc axit. Nó là phổ biến trên bờ sông, suối và mương và cũng phát triển trong rừng ẩm ướt, đầm lầy và trên đá ướt.

## Mô tả
Thalli phân nhánh không đều và khá lớn, phát triển rộng tới hơn 1 cm và dài vài cm.  Chúng có màu xanh lá cây, đôi khi có tông màu đỏ hoặc tím. Chúng khá kỳ công với một midrib không xác định và không có mạng lưới tế bào có thể nhìn thấy trên bề mặt.  Có nhiều thân rễ dài ở mặt dưới của thallus nhưng không có vảy bụng.
Pellia epiphylla là đơn sắc, với cả cơ quan sinh dục nam và nữ trên cùng một thallus. Các cơ quan nam nhỏ nằm rải rác dọc theo gân giữa trong khi các cơ quan nữ phát triển gần đầu thallus và được bao quanh bởi một vạt.  Nhà máy sản xuất các viên nang hình cầu, màu xanh đen được sinh ra trên thân cây được gọi là setae. Đây là những màu xanh nhạt và dài đến 5 cm.

## Sinh sản
Tế bào sinh bào tử trên thalli.
Sự thụ tinh diễn ra khi không khí ẩm ướt. Các cơ quan sinh dục nam (antheridia) hấp thụ độ ẩm và vỡ ra, giải phóng tinh trùng. Tinh trùng bơi về phía cơ quan sinh dục nữ (archegonia) và thụ tinh cho noãn. Noãn đã thụ tinh phát triển thành một cây bào tử nhỏ còn sót lại với cây giao tử lớn hơn. Các bào tử chứa các bào tử bên trong một viên nang được giải phóng khi viên nang trưởng thành và tách ra. Các bào tử nảy mầm để tạo ra các giao tử mới.

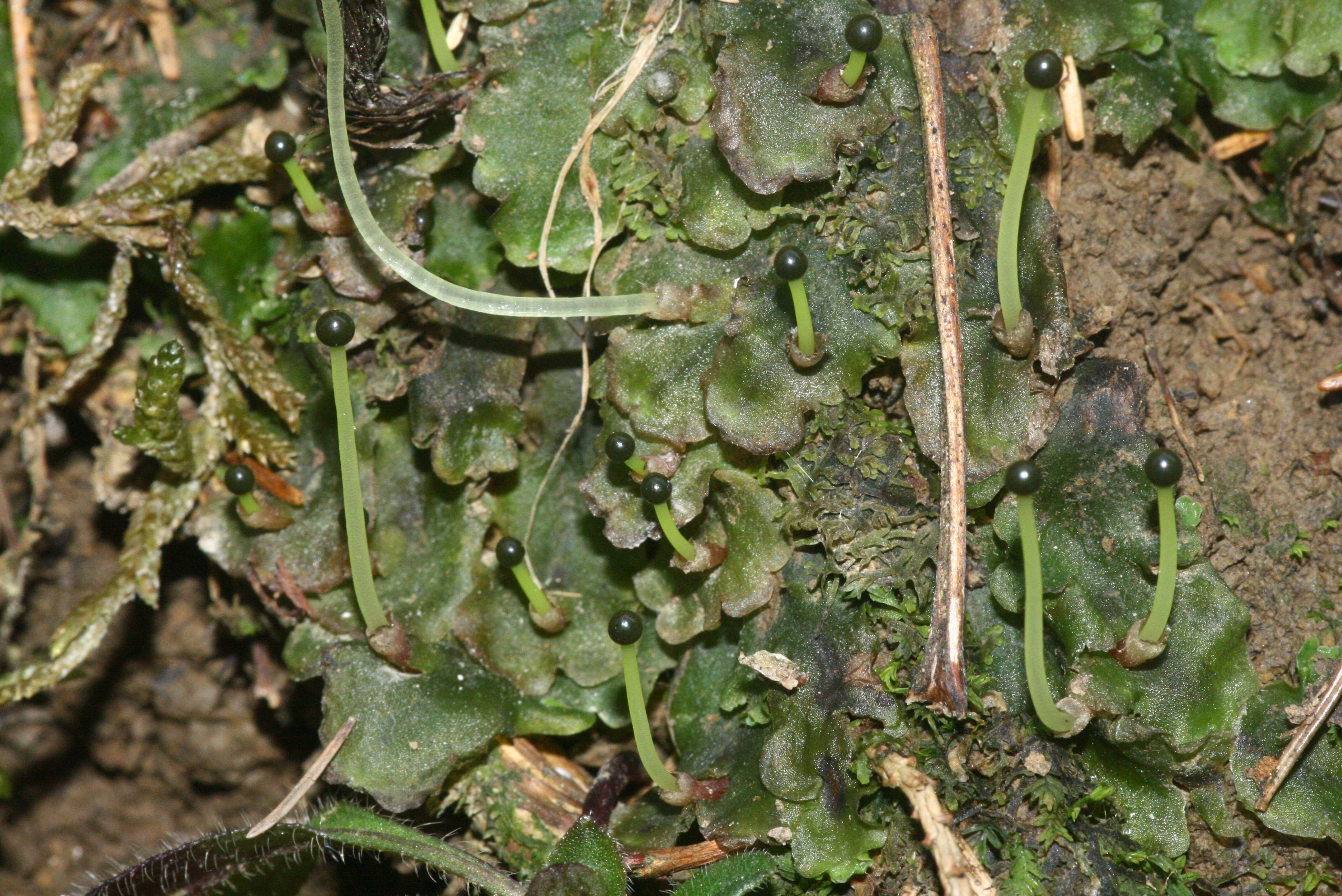
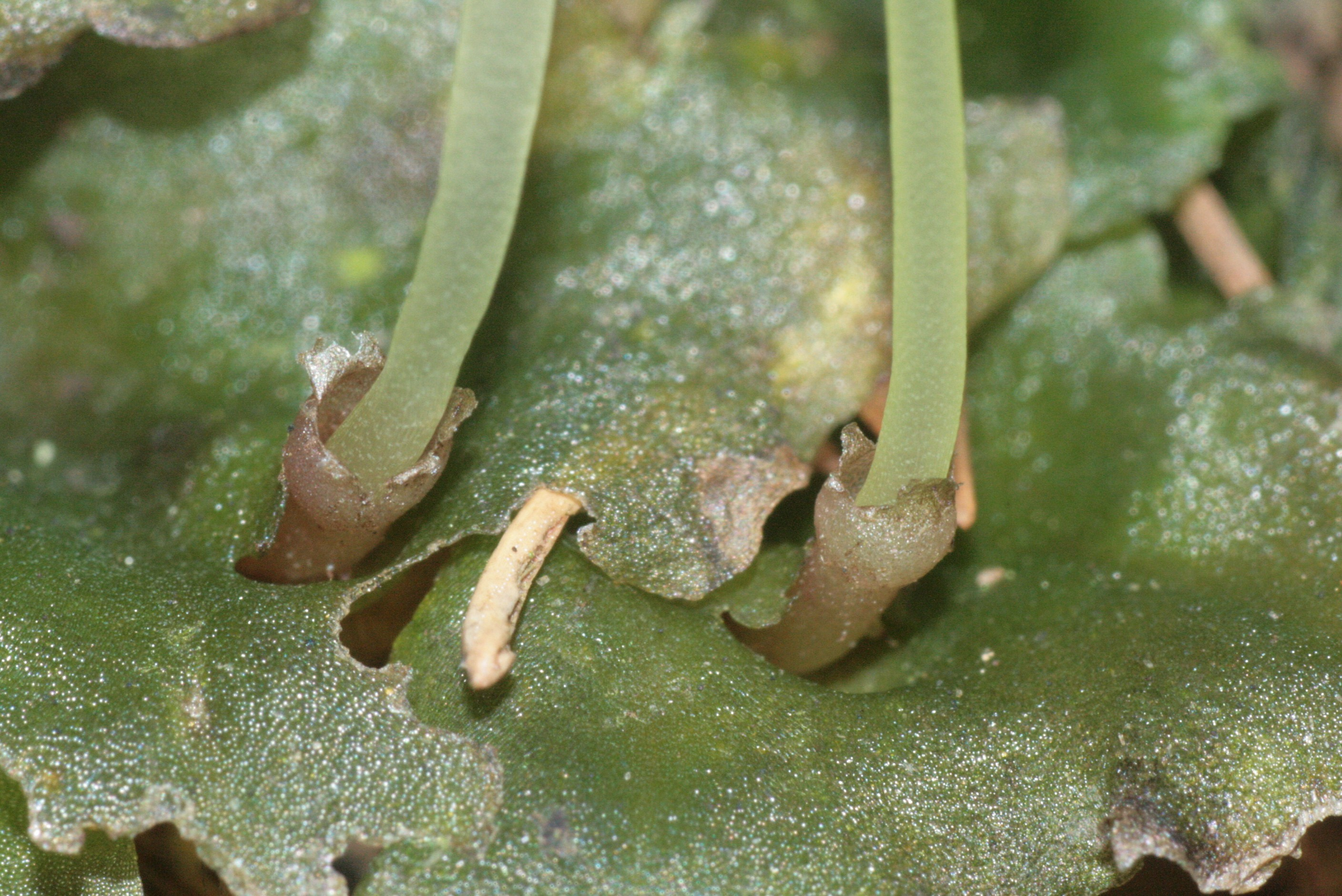
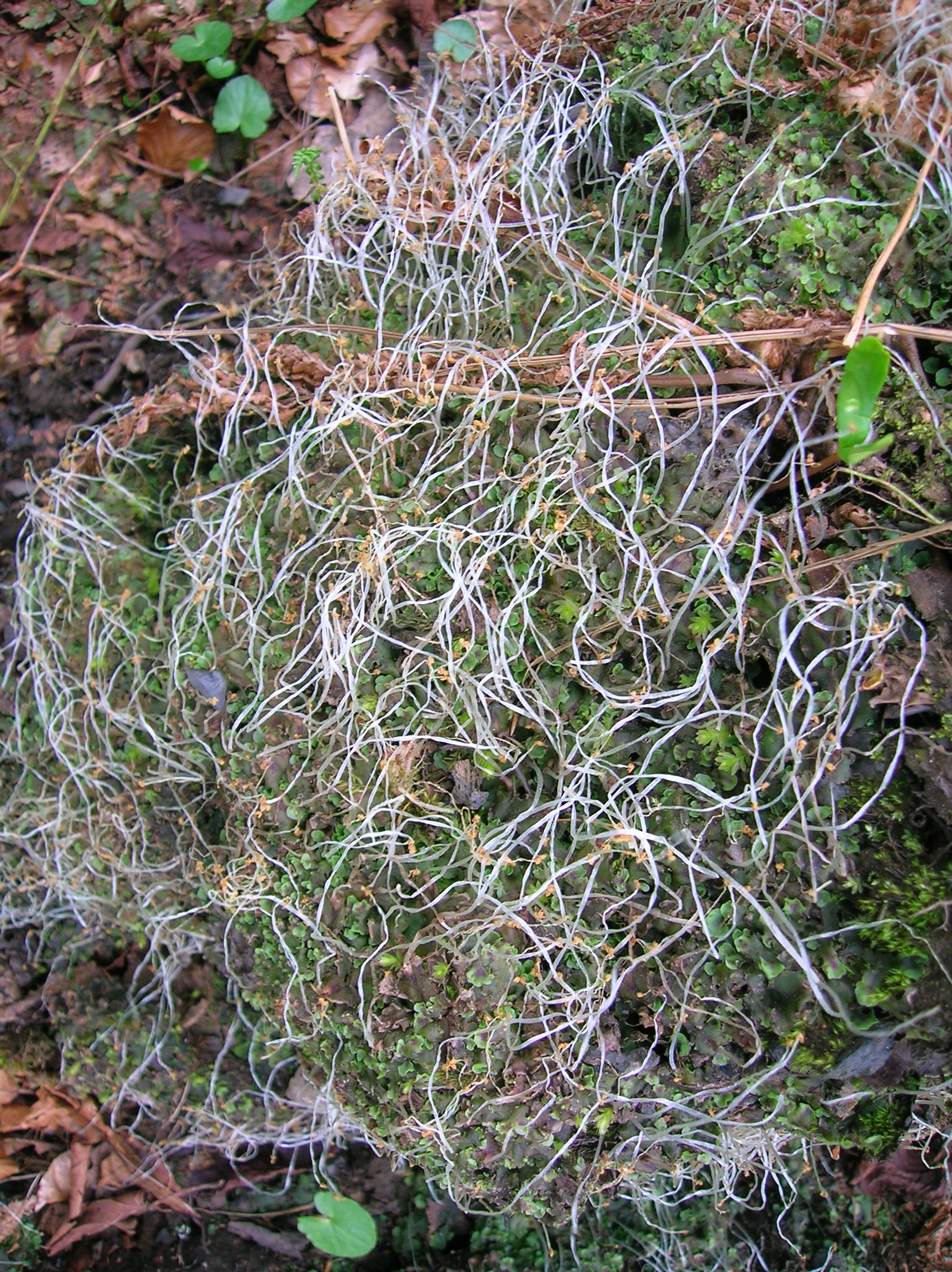
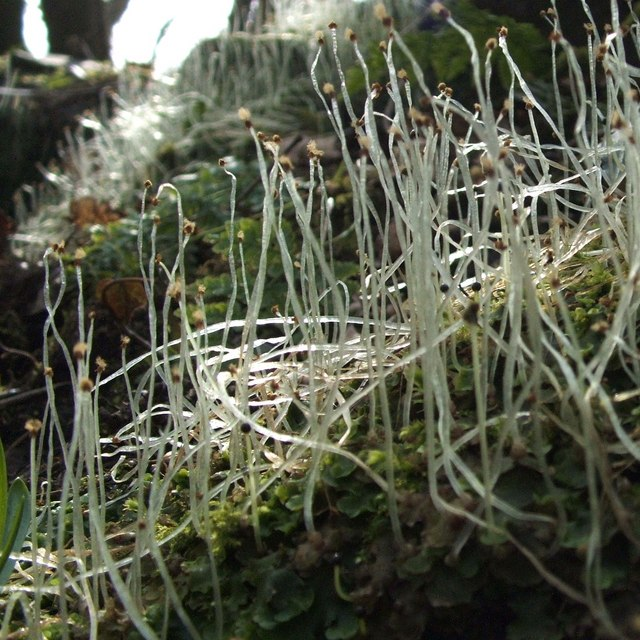